# 森日菜美
森日菜美（日语：／ Mori hinami，2001年3月30日—），是日本東京都出生的演員、藝人，經紀公司為東寶藝能。
在2021年出演超級戰隊系列第45作《機界戰隊全開者》，飾演「芙琳特．戈爾德茨卡」。